# Bazas

Bazas este o comună în departamentul Gironde din sud-vestul Franței. În 2009 avea o populație de 4.660 de locuitori.

## Evoluția populației
| An        | 1975  | 1982  | 1990  | 1999  | 2006  | 2009  |
| --------- | ----- | ----- | ----- | ----- | ----- | ----- |
| Populație | 4.748 | 4.704 | 4.379 | 4.357 | 4.585 | 4.660 |